# Oliva (gênero)
Oliva (nomeados, em inglês, olive shells)  é um gênero de moluscos gastrópodes marinhos predadores pertencente à família Olividae. Foi classificado por Jean Guillaume Bruguière, em 1789, e sua espécie-tipo, Oliva oliva, fora descrita por Carolus Linnaeus, em 1758. Sua distribuição geográfica abrange principalmente os mares e oceanos tropicais da Terra, em pouca profundidade. A espécie Oliva scripta é encontrada no litoral do mar do Caribe, região norte do Brasil, Colômbia e Venezuela.

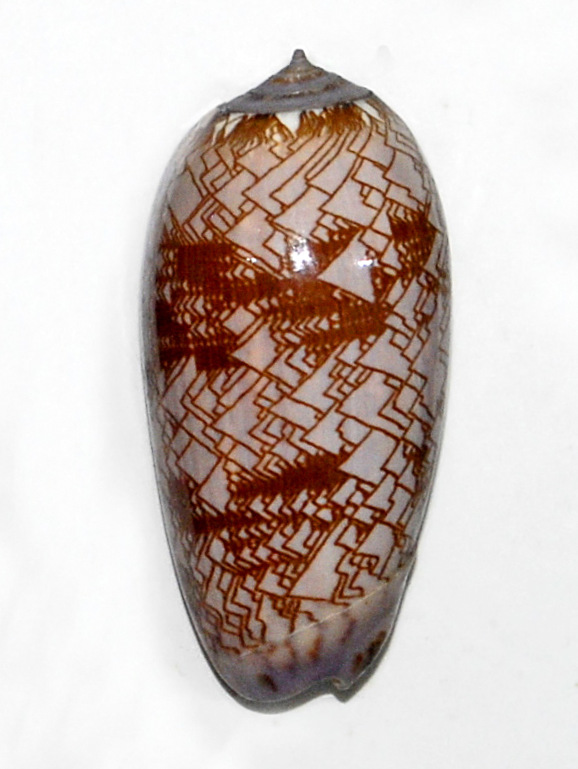
Vista superior de O. porphyria (Linnaeus, 1758), da costa do Pacífico nas Américas, a maior espécie do gênero Oliva.

## Descrição
O gênero Oliva abrange espécies de conchas cilíndricas a cilíndrico-arredondadas, de espiral baixa, lisas e brilhantes, quase sempre muito coloridas e possuidoras de lindos desenhos.

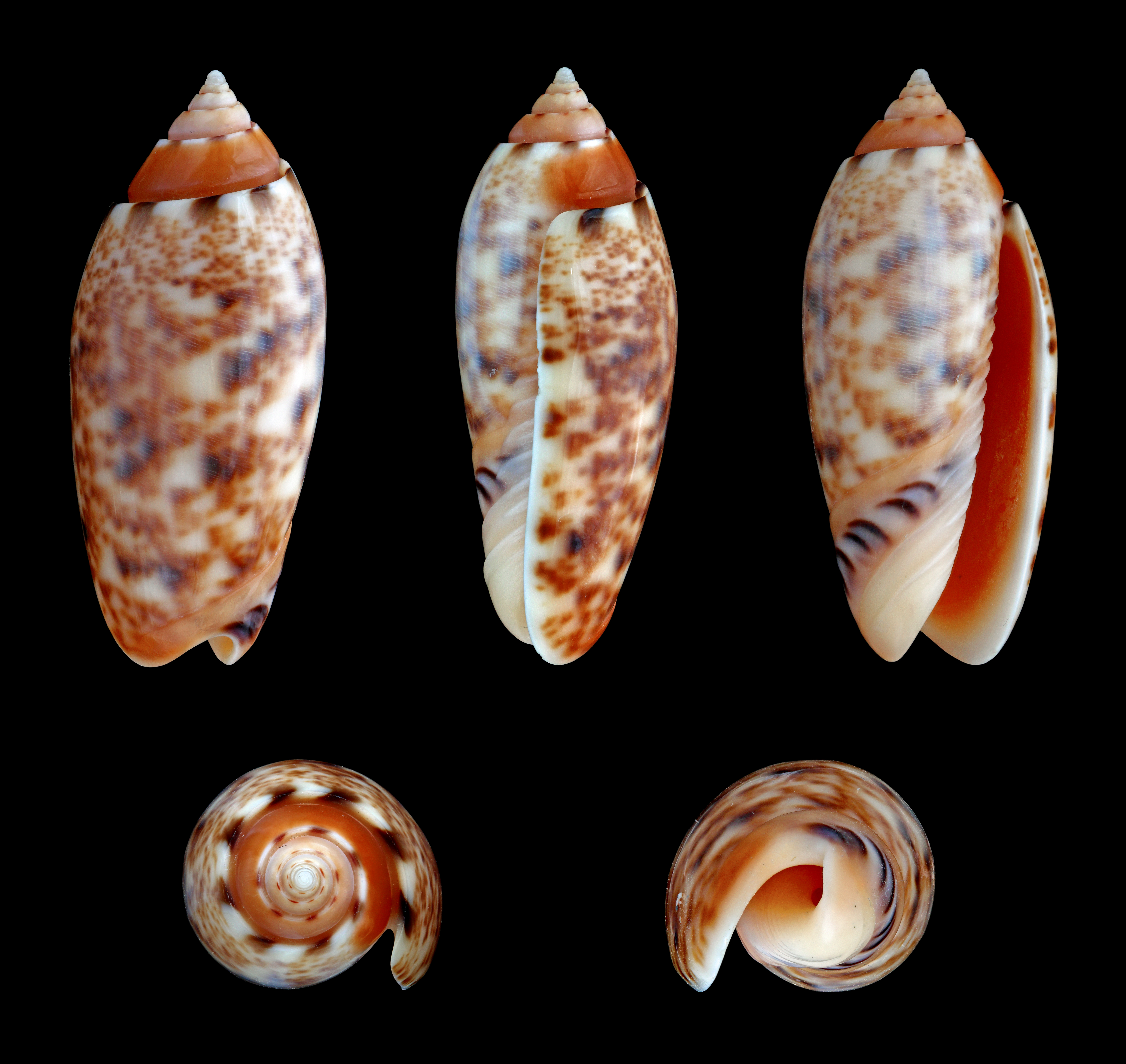
Cinco vistas da concha de O. mantichora Duclos, 1840[1], do oceano Pacífico; espécime vindo de Bohol, Filipinas.

## Espécies deOliva
Oliva amethystina (Röding, 1798)
Oliva atalina Duclos, 1835
Oliva athenia Duclos, 1840
Oliva australis Duclos, 1835
Oliva bahamasensis Petuch & Sargent, 1986
Oliva baileyi Petuch, 1979
Oliva balteata Raven & Recourt, 2018 †
Oliva barbadensis Petuch & Sargent, 1986
Oliva bathyalis Petuch & Sargent, 1986
Oliva bayeri Petuch, 2001
Oliva bekenuensis Raven & Recourt, 2018 †
Oliva bewleyi Marrat, 1870
Oliva bifasciata Kuster, 1878
Oliva brettinghami Bridgman, 1909
Oliva buelowi G. B. Sowerby III, 1889
Oliva bulbiformis Duclos, 1840
Oliva bulbosa (Röding, 1798)
Oliva caerulea (Röding, 1798)
Oliva carneola (Gmelin, 1791)
Oliva caroliniana Duclos, 1840
Oliva chrysoplecta Tursch & Greifeneder, 1989
Oliva concavospira G. B. Sowerby III, 1914
Oliva curta Raven & Recourt, 2018 †
Oliva cylindrica Marrat, 1867
Oliva dactyliola Duclos, 1840
Oliva djocdjocartae K. Martin, 1884 †
Oliva drangai Schwengel, 1951
Oliva dubia Schepman, 1904
Oliva elegans Lamarck, 1811
Oliva emeliodina Duclos, 1845
Oliva esiodina Duclos, 1844
Oliva februaryana Falconieri, 2008
Oliva figura Marrat, 1870
Oliva fijiana Tursch & Greifeneder, 2001
Oliva flammulata Lamarck, 1811
Oliva fulgurator (Röding, 1798)
Oliva goajira Petuch & Sargent, 1986
Oliva guttata Fischer von Waldheim, 1808
Oliva hilli Petuch & Sargent, 1986
Oliva hirasei Kuroda & Habe, 1952
Oliva ickei K. Martin, 1906 †
Oliva incrassata (Lightfoot, 1786)
Oliva irisans Lamarck, 1811
Oliva jamaicensis Marrat, 1867
Oliva joyceae Petuch & Sargent, 1986
Oliva julieta Duclos, 1840
Oliva junghuhni K. Martin, 1879 †
Oliva keenii Marrat, 1870
Oliva kerstitchi da Motta, 1985
Oliva kohi Hunon, Rabiller & Richard, 2016
Oliva kurzi Petuch & Sargent, 1986
Oliva lacanientai Greifeneder & Blöcher, 1985
Oliva lecoquiana Ducros de Saint Germain, 1857
Oliva leonardhilli Petuch & Sargent, 1986
Oliva macleaya Duclos, 1840
Oliva maculata Duclos, 1840
Oliva mantichora Duclos, 1840
Oliva mindanaoensis Petuch & Sargent, 1986
Oliva mitrata K. Martin, 1879 †
Oliva mucronata Marrat, 1871
Oliva multiplicata Reeve, 1850
Oliva mustelina Lamarck, 1811
Oliva neostina Duclos, 1840
Oliva nivosa Marrat, 1871
Oliva obesina Duclos, 1840
Oliva oliva (Linnaeus, 1758) - espécie-tipo
Oliva olssoni Petuch & Sargent, 1986
Oliva ornata Marrat, 1867
Oliva ouini Kantor & Tursch, 1998
Oliva ozodona Duclos, 1835
Oliva pacifica Marrat, 1870
Oliva panniculata Duclos, 1835
Oliva parkinsoni Prior, 1975
Oliva pica Lamarck, 1811
Oliva picta Reeve, 1850
Oliva pindarina Duclos, 1840
Oliva polita Marrat, 1867
Oliva ponderosa Duclos, 1840
Oliva porphyria (Linnaeus, 1758)
Oliva reclusa Marrat, 1871
Oliva reticulata (Röding, 1798)
Oliva rubrolabiata H. Fischer, 1903
Oliva rufofulgurata Schepman, 1904
Oliva rufula Duclos, 1840
Oliva sargenti Petuch, 1987
Oliva scripta Lamarck, 1811
Oliva semmelinki Schepman, 1891
Oliva sericea (Röding, 1798)
Oliva sidelia Duclos, 1840
Oliva spicata (Röding, 1798)
Oliva subangulata Philippi, 1848
Oliva telescopica Raven & Recourt, 2019 †
Oliva tigridella Duclos, 1835
Oliva tigrina Lamarck, 1811
Oliva timoria Duclos, 1840
Oliva tjaringinensis K. Martin, 1895 †
Oliva todosina Duclos, 1840
Oliva tricolor Lamarck, 1811
Oliva truncata Marrat, 1867
Oliva undatella Lamarck, 1811
Oliva venulata Lamarck, 1811
Oliva vicdani da Motta, 1982
Oliva vicweei Recourt, 1989
Oliva vidua (Röding, 1798)
Oliva violacea Marrat, 1867
Oliva westralis Petuch & Sargent, 1986
Oliva xenos Petuch & Sargent, 1986

## Taxonomia
Espécies de Oliva foram transferidas para outros gêneros, como Agaronia, Americoliva, Jaspidella, Miniaceoliva, Olivancillaria, Olivella e Vullietoliva.

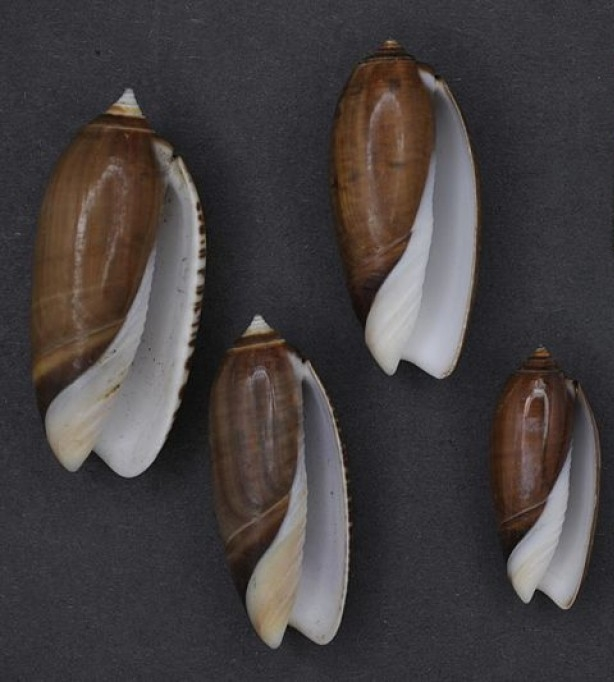
Algumas espécies, como Miniaceoliva tremulina (Lamarck, 1811), fizeram parte do gênero Oliva, no passado.[7] Aqui quatro espécimes encontrados nas ilhas Molucas e expostos no Museu de História Natural de Leiden.